# Drudkh
Drudkh er et black metal band fra Kharkiv, Ukraine. Deres lyrik omhander primært slaviske myter, årstiderne og ukrainsk skønlitteratur. Især forfatteren og digteren Taras Sjevtjenko er en stor inspiration.
Bandet er meget tilbageholdende hvad angår bandfotos, livekoncerter og udgivelse af deres lyrik.

## Diskografi
- 2003: Forgotten Legends
- 2004: Autumn Aurora
- 2005: The Swan Road
- 2006: Blood in Our Wells
- 2006: Songs of Grief and Solitude
- 2007: Anti-Urban 10"
- 2007: Estrangement
- 2009: Microcosmos
- 2010: Handful of Stars
- 2012: Eternal Turn of the Wheel
- 2015: A Furrow Cut Short
- 2018: They Often See Dreams About the Spring